# Fever Pitch
Fever Pitch (bra: Amor em Jogo; prt: Fanaticamente Apaixonados ou Fanaticamente Apaixonado) é um filme estadunidense de 2005, do gênero comédia romântica, dirigido por Peter Farrelly e Bobby Farrelly para a 20th Century Fox, com roteiro de Lowell Ganz e Babaloo Mandel baseado na autobiografia homônima de Nick Hornby, autor britânico fanático por futebol — esporte substituído no filme pelo beisebol, mais popular nos Estados Unidos.

## Elenco
- Drew Barrymore .... Lindsey Meeks
- Jimmy Fallon .... Ben
- Jason Spevack .... Ben - 1980)
- Jack Kehler .... Al
- Scott Severance .... Artie
- Jessamy Finet .... Theresa
- Maureen Keiller .... Viv
- Lenny Clarke .... tio Carl
- Ione Skye .... Molly
- KaDee Strickland .... Robin
- Marissa Janet Winokur .... Sarah
- Evan Helmuth .... Troy
- Brandon Craggs .... Casey
- Brett Murphy .... Ryan
- Isabella Fink .... Audrey
- Miranda Black .... Carrie
- Michael Rubenfeld .... Ian
- Stephen King .... ele mesmo

## Recepção
O Metacritic, que usa uma média ponderada, atribuiu ao filme uma pontuação de 56 em 100, baseado em 37 críticos, indicando críticas "mistas ou médias".